# UDP-arabinopiranozna mutaza
UDP-arabinopiranozna mutaza (EC 5.4.99.30, Os03g40270 protein, UAM1, UAM3, RGP1, RGP3, OsUAM1, OsUAM2, Os03g0599800 protein, Os07g41360 protein) je enzim sa sistematskim imenom UDP-arabinopiranoza piranomutaza. Ovaj enzim katalizuje sledeću hemijsku reakciju
UDP-beta--arabinofuranoza {\displaystyle \rightleftharpoons } UDP-beta--arabinopiranoza
Reakcija je reverzibilna i u termodinamičkoj ravnoteži piranozna form je preferentna u odnosu na furanoznu.

## Literatura
- Nicholas C. Price; Lewis Stevens (1999). Fundamentals of Enzymology: The Cell and Molecular Biology of Catalytic Proteins (Third изд.). USA: Oxford University Press. ISBN 019850229X.
- Eric J. Toone (2006). Advances in Enzymology and Related Areas of Molecular Biology, Protein Evolution (Volume 75 изд.). Wiley-Interscience. ISBN 0471205036.
- Branden C; Tooze J. Introduction to Protein Structure. New York, NY: Garland Publishing. ISBN 0-8153-2305-0.
- Irwin H. Segel. Enzyme Kinetics: Behavior and Analysis of Rapid Equilibrium and Steady-State Enzyme Systems (Book 44 изд.). Wiley Classics Library. ISBN 0471303097.

## Spoljašnje veze
- UDP-arabinopyranose+mutase на 